# Elezioni negli Stati Uniti d'America

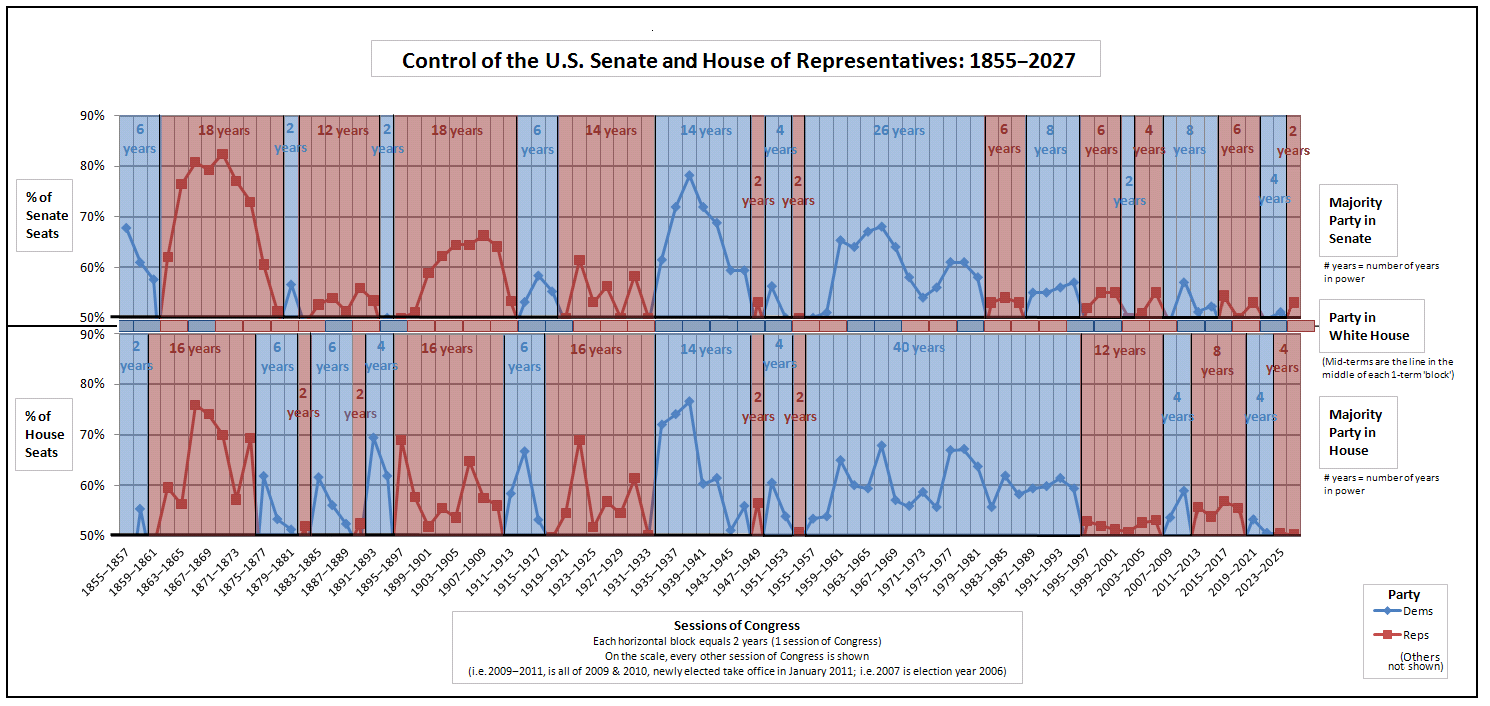
Partito che controlla la Camera, il Senato e la presidenza degli Stati Uniti (1855 - oggi).

Le elezioni negli Stati Uniti d'America si svolgono a livello federale, statale e locale ogni anno.
Le elezioni del 2024 consistono di elezioni presidenziali, congressuali, governatoriali, statali e locali.

## Descrizione
Le elezioni federali (per il presidente e/o per il rinnovo del Congresso) si tengono solitamente in un "Election Day" (che ricade usualmente il martedì dopo il primo lunedì di Novembre) negli anni pari: ogni 4 anni (negli anni olimpici) si svolgono le elezioni presidenziali e una minor parte delle elezioni statali più importanti, poi dopo due anni e anch'esse con frequenza ogni 4 anni si svolgono le elezioni di metà mandato, oltre alla maggior parte delle elezioni delle cariche dei singoli Stati federati. Negli anni dispari, infine, si svolgono le "Off-year election", dove vi è solo qualche sporadica carica statale o governatore da eleggere.

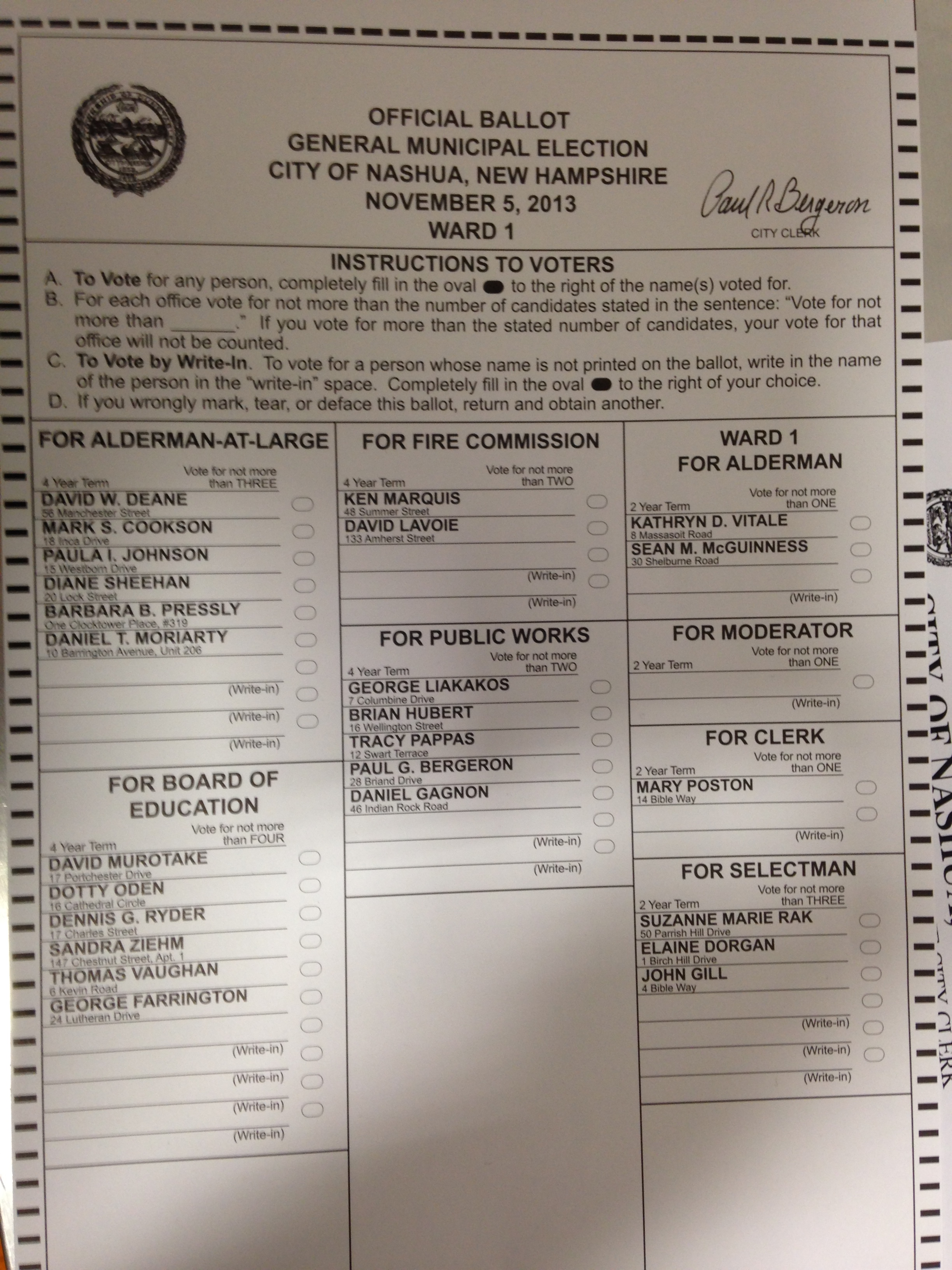
Tipica scheda elettorale per la scelta di diverse cariche elettive locali e statali.

In generale, però, le elezioni statunitensi sono ampiamente decentralizzate e si svolgono a livello statale e locale. Molte delle cariche esecutive degli stati federali sono elettive, così come diverse cariche delle contee.
Per diversi tipi di cariche a ogni livello giurisdizionale, i partiti scelgono di ricorrere a delle elezioni primarie, le quali alle volte sono incorporate direttamente in un turno dell'elezione per la carica stessa.

Il sistema elettorale statunitense nel suo complesso riceve di continuo numerose critiche: dalla scelta di adottare un sistema maggioritario secco in quasi tutti gli Stati (che spinge gli elettori a votare solo per i due partiti principali, creando un sistema bipartitico artificiale), all'annullamento del voto in vari modi (come la richiesta di un documento d'identità con foto), alla necessità di dover registrarsi continuamente alle liste elettorali per poter esercitare il diritto di voto, al fenomeno del "gerrymandering" per la designazione delle aree dei collegi elettorali e altro ancora.

Caratteristiche del sistema elettorale degli Stati Uniti
Sistemi elettorali degli stati federati: la maggior parte degli stati (in rosso) usa il maggioritario secco, ovvero il First-past-the-post. Altri stati usano dei sistemi ibridi, come elezioni primarie incorporate nelle elezioni stesse, ballottaggi e secondi turni.
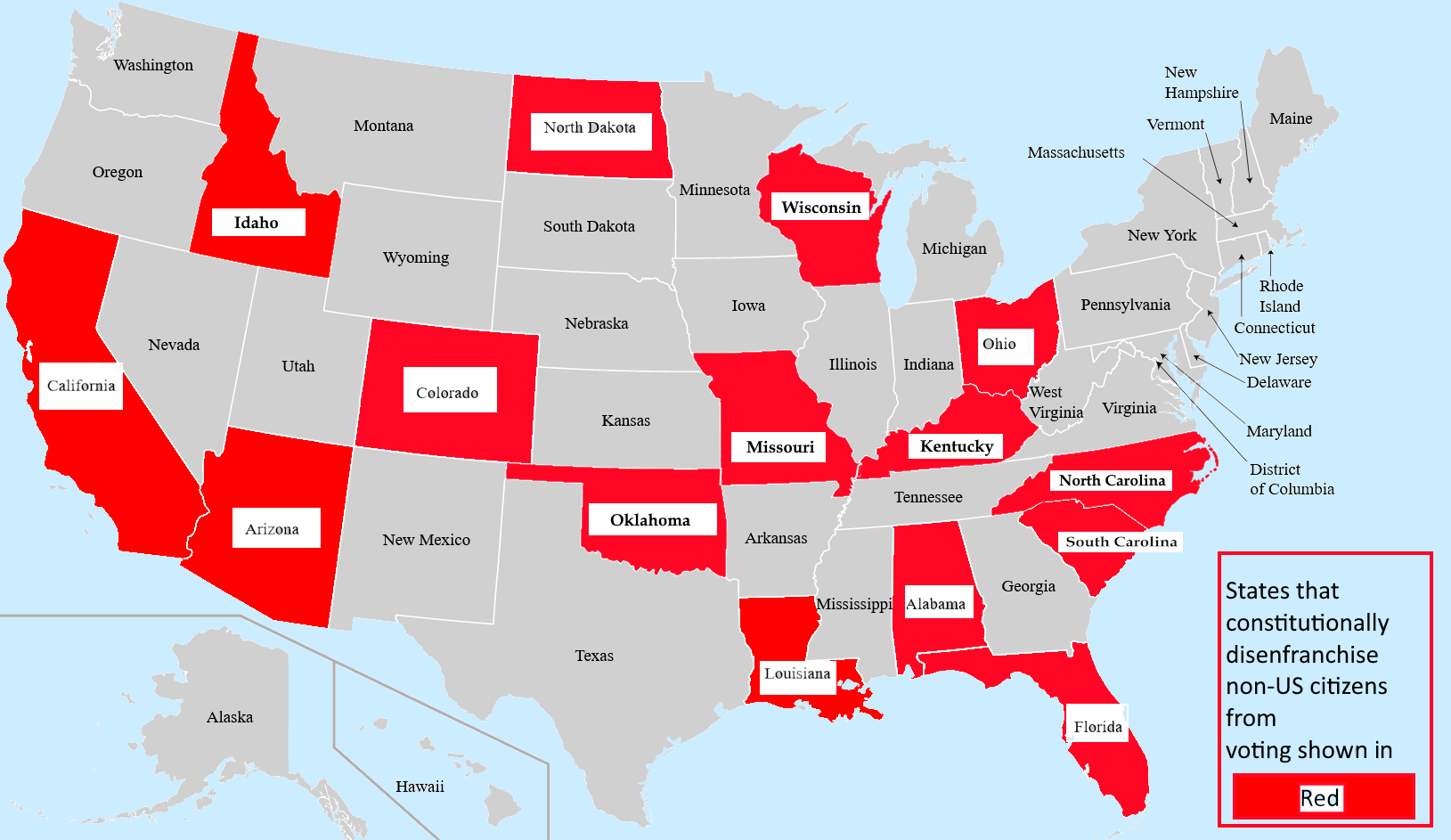
Gli stati federati che richiedono a livello costituzionale il possesso della cittadinanza degli Stati Uniti per poter votare.
Obbligo di identificazione al seggio elettorale: in rosso/arancio gli stati federati che richiedono una carta d'identità con una foto, mentre gli stati in azzurro/blu quelli che ne richiedono una anche senza una foto.
Richiesta della registrazione alle liste elettorali per poter votare: solo il Dakota del Nord non lo richiede.
Stati e distretti che permettono la registrazione automatica nelle liste elettorali.
Stati e distretti che permettono di registrare la propria affiliazione partitica contestualmente alla propria registrazione nelle liste elettorali.

## Schema delle elezioni negli Stati Uniti d'America
Segue lo schema per i prossimi 5 anni dello svolgimento delle elezioni, a scadenza fissa, ai diversi livelli di giurisdizione:
| Anno                                                | 2024                          | 2025           | 2026                          | 2027           | 2028                          |
| --------------------------------------------------- | ----------------------------- | -------------- | ----------------------------- | -------------- | ----------------------------- |
| Tipologia di elezione                               | Presidenziali                 | Fuori anno     | Di metà mandato               | Fuori anno     | Presidenziali                 |
| Presidente                                          | Elezione                      | —              | —                             | —              | Elezione                      |
| Senato                                              | Classe I (33 seggi)           | —              | Classe II (33 seggi)          | —              | Classe III (34 seggi)         |
| Camera                                              | Rinnovo totale (435 seggi)    | —              | Rinnovo totale (435 seggi)    | —              | Rinnovo totale (435 seggi)    |
| Governatore dello Stato                             | 11 stati / 2 territori        | 2 stati        | 36 stati / D.C. / 3 territori | 3 stati        | 11 stati / 2 territori        |
| Vicegovernatore dello Stato                         | 5 stati / 1 territorio        | 1 stato        | 10 stati                      | 2 stati        | 5 stati / 1 territorio        |
| Segretario di Stato dello Stato                     | 8 stati                       | —              | 26 stati                      | 2 stati        | 8 stati                       |
| Procuratore generale dello Stato                    | 10 stati                      | 1 stato        | 29 stati / D.C. / 2 territori | 2 stati        | 10 stati                      |
| Tesoriere dello Stato                               | 9 stati                       | —              | 23 stati                      | 2 stati        | 9 stati                       |
| Controllore dello Stato                             | —                             | —              | 7 2tati                       | —              | —                             |
| uditore dello Stato                                 | 9 stati                       | —              | 15 stati                      | 1 stato        | 9 stati                       |
| Sovrintendente alla pubblica istruzione dello Stato | 4 stati                       | 1 stato        | 8 stati                       | —              | 4 stati                       |
| Commissario all'agricoltura dello Stato             | 2 stati                       | —              | 6 stati                       | 2 stati        | 2 stati                       |
| Commissario assicurativo dello Stato                | 3 stati                       | —              | 5 stati                       | 2 stati        | 3 stati                       |
| Altri commissari dello Stato                        | 1 stato                       | —              | 8 stati                       | —              | 1 stato                       |
| Legislature degli Stati                             | 44 stati / D.C. / 5 territori | 2 stati        | 46 stati / D.C. / 4 territori | 4 stati        | 44 stati / D.C. / 5 territori |
| Board of Education dello Stato                      | 8 stati / D.C. / 3 territori  | —              | 8 stati / D.C. / 3 territori  | —              | 8 stati / D.C. / 3 territori  |
| Altre cariche statali, locali e tribali             | Date variabili                | Date variabili | Date variabili                | Date variabili | Date variabili                |